# Museo del ricamo
Il Museo del ricamo è situato nel Palazzo Rospigliosi a Pistoia e custodisce ed espone una collezione di ricami, realizzati dal XVII al XX secolo, e gli strumenti e le tecniche di lavorazione della tradizionale arte del ricamo pistoiese.

## Il museo
Il museo è stato fondato nel 2004 su iniziativa della Provincia di Pistoia e del Comune di Pistoia, e del Movimento Italiano Casalinghe (MOICA). È ospitato in due sale al piano terreno dell'antico palazzo Rospigliosi, edificato alla fine del Cinquecento, che comprende anche il Museo diocesano e il Museo Clemente Rospigliosi.
L'arte del ricamo si sviluppò nel pistoiese dal XVII secolo, tramandata nel corso dei secoli per opera delle monache dei monasteri di clausura, dei collegi femminili,  e poi di vere e proprie scuole-laboratorio di ricamo.
I tessuti ricamati erano destinati prevalentemente ai corredi per la casa e alla biancheria personale delle famiglie più agiate e nobili, come segno di prestigio e ricchezza. Di rilievo anche la produzione di tessuti ricamati per gli arredi e gli abiti d'uso ecclesiastico.

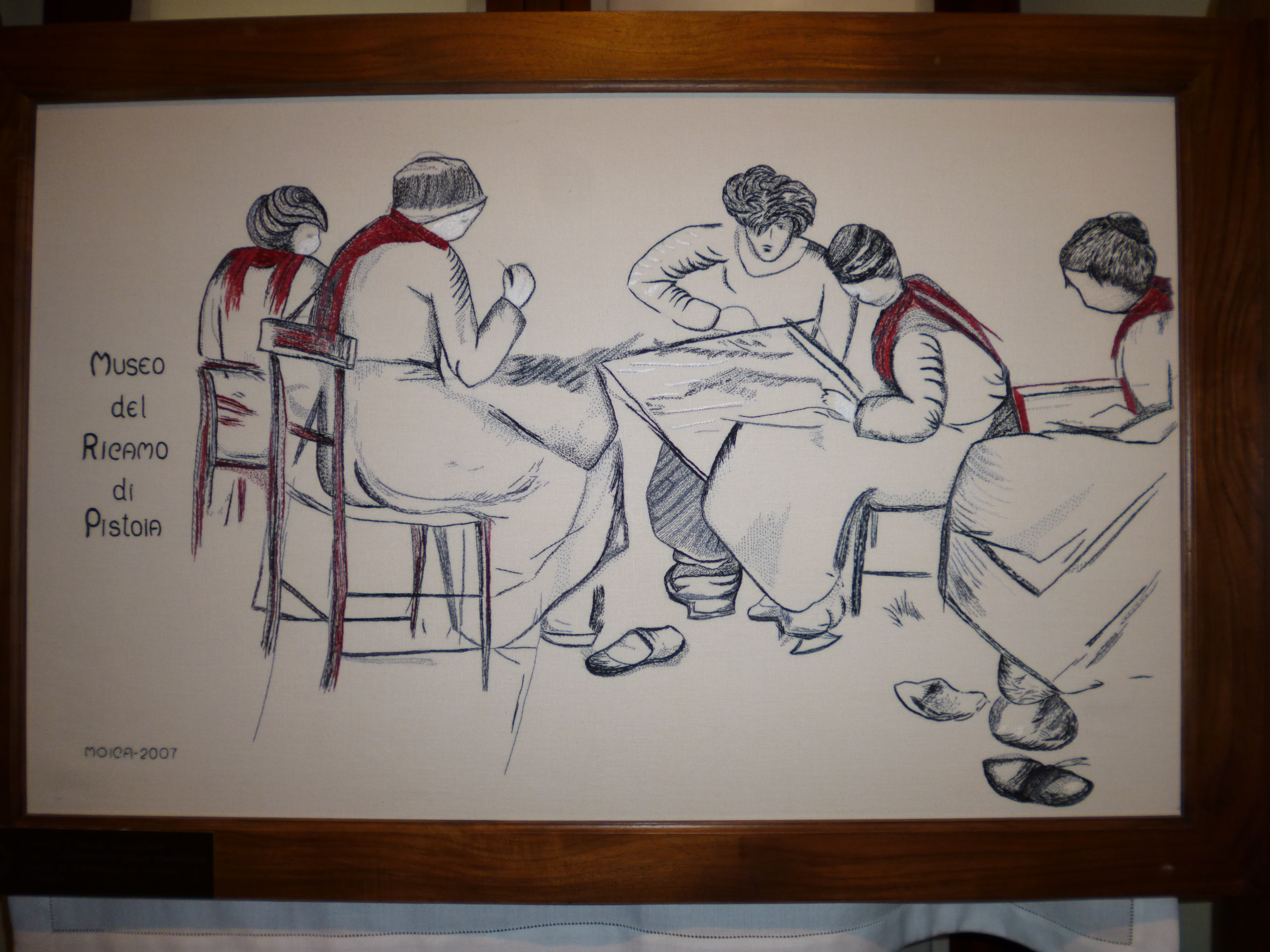
Immagine ricamata

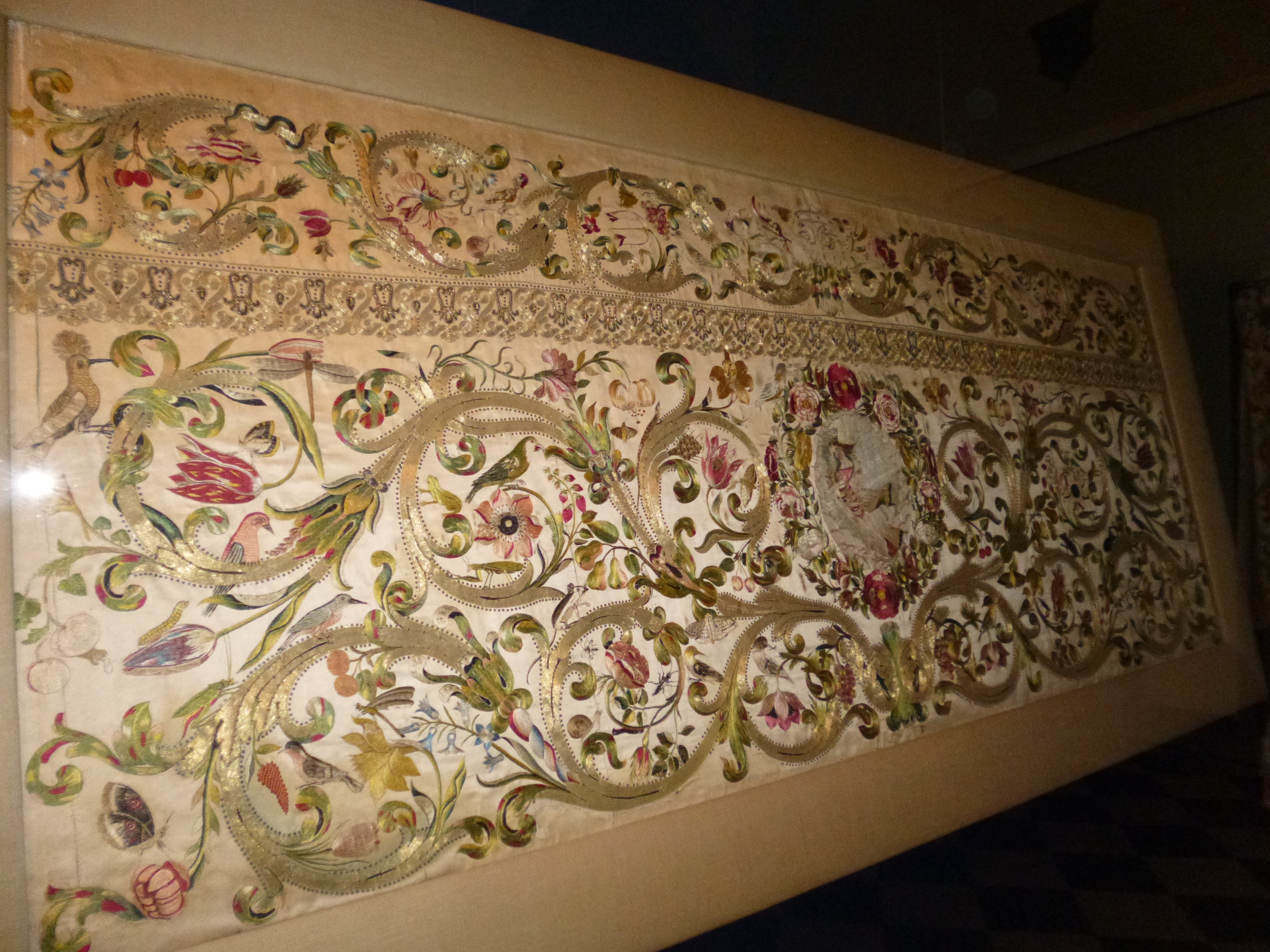
Paliotto

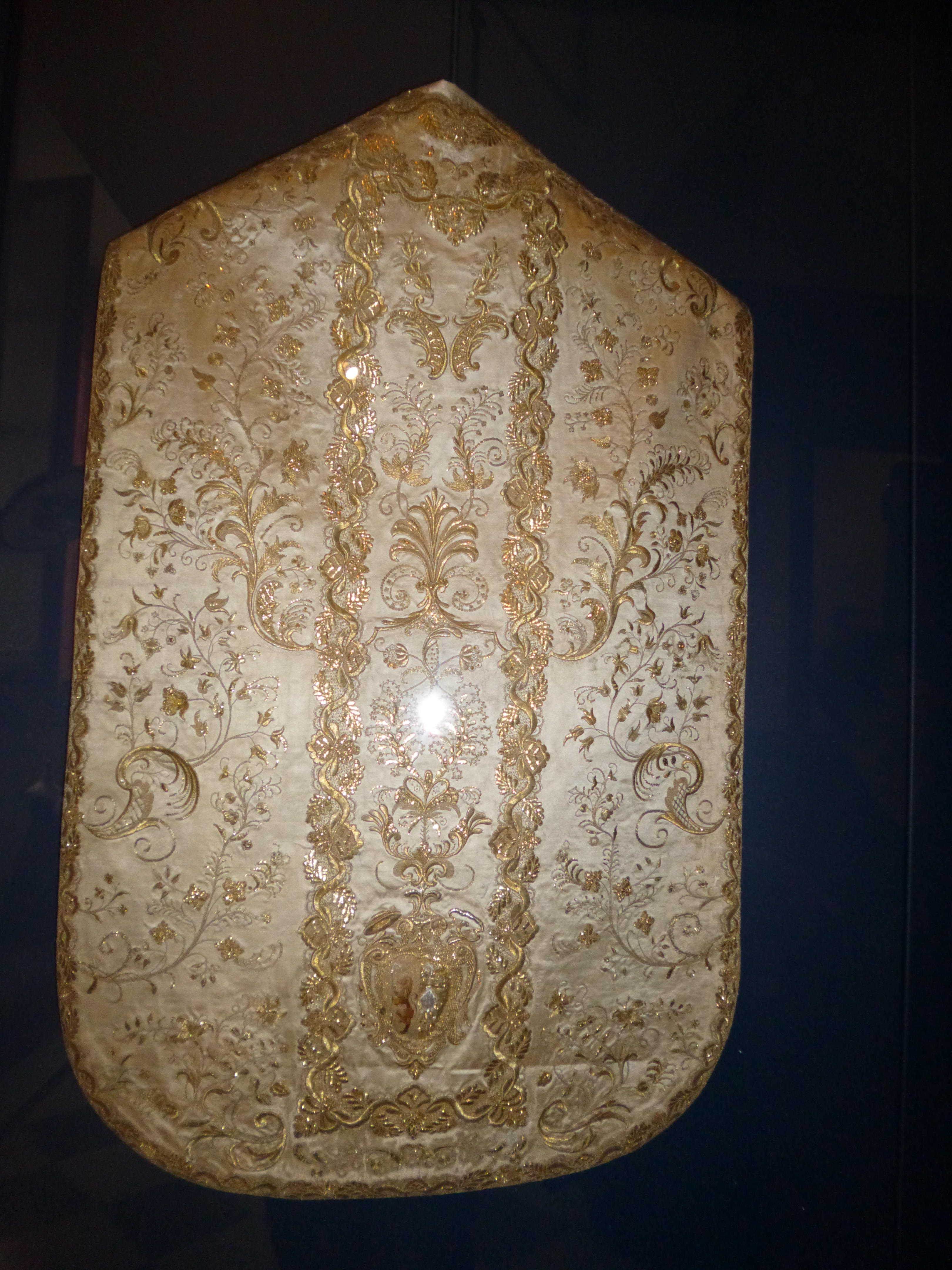
Paramento liturgico

## Il percorso espositivo
Il percorso si articola in due sale:
- La prima sala espone gli oggetti ricamati per i tradizionali corredi, con la biancheria, gli indumenti, le calze, gli abitini per il battesimo. Qui è conservato un prezioso abito di seta ricoperto di tulle bianco ricamato in oro. L'abito, appartenuto alla famiglia Sozzifanti,  famiglia nobile pistoiese fu esposto nella Mostra dell'arte antica allestita nell'ambito della Esposizione Circondariale per l'Industria, la floricoltura,  e l'orticoltura del 1899 organizzata a Pistoia per dare visibilità ai prodotti di alta  qualità artistica  e artigianale del territorio fra cui il ricamo.

Nei grandi pannelli sono descritti gli strumenti usati per secoli dalle donne per la filatura e il ricamo, e le tecniche di lavorazione, con i punti da ricamo tipici della tradizione locale: il punto antico, lo sfilato, il punto di Casalguidi, il punto Pistoia.  Il punto Pistoia è un mix fra il "punto lanciato" e il "punto filza". Con questo  punto è stato realizzato il manufatto artistico raffigurante una scena domestica formata da cinque donne che ricamano, tratta da un disegno del pistoiese Mario Nannini morto nel 1918 a soli ventitré anni. L'immagine per la perfezione di esecuzione che sembra  simulare una incisione o un disegno a china, e per il pathos trasmesso è diventata l'emblema del museo.  
Nelle teche sono esposti alcuni strumenti di lavoro: aghi, punteruoli (piccolo bastoncino appuntito in metallo, avorio o plastica che serve per ricami particolari, specie il Madera, con il quale si può forare il tessuto da rifinire con il punto cordonetto), uncinetti, forbici, porta fili, ditali, puntaspilli ecc.
- La seconda sala presenta gli arredi sacri e gli indumenti per gli ecclesiastici. I ricami furono realizzati in gran parte nei conventi, con sete pregiate e decorazioni in oro e argento. Di particolare interesse il paliotto ricamato nel 1601 per la Chiesa di Santa Maria delle Grazie. Un lavoro ad ago di forma rettangolare con ricami in sete policrome, filati d'oro e argento su seta color panna, con l'immagine centrale raffigurante la Madonna del letto.

Di alto pregio è anche il parato della Domenica in Albis o più esattamente il parato per la festa dell'Annunciazione (secolo XVIII) proveniente dal Monastero di Santa Maria degli Angeli, importante per tipologia e raffinatezza decorativa. Tutti gli elementi del parato sono ricamati in oro e seta dalle mille sfumature.